# 皮河
皮河（法語：Py，法語發音：[pi] ⓘ）是法国大东部大区马恩省的河流，是敘普河的右支流，长14.9千米，发源自索姆皮-塔于尔，于栋特里安流入敘普河。